# Pereljub (Russland)
Pereljub (russisch Перелю́б) ist ein Dorf (selo) in der Oblast Saratow in Russland mit 4774 Einwohnern (Stand 14. Oktober 2010).

## Geographie
Der Ort liegt etwa 300 km Luftlinie ostnordöstlich des Oblastverwaltungszentrums Saratow und 150 km südlich von Samara in der Steppenlandschaft links der Wolga. Er befindet sich am Oberlauf des Kamelik, eines  linken Zuflusses des Wolga-Nebenflusses Großer Irgis (Bolschoi Irgis).
Pereljub ist Verwaltungszentrum des Rajons Pereljubski sowie Sitz des „munizipalen Gebildes“ Pereljubskoje munizipalnoje obrasowanije mit dem Status einer Landgemeinde (selskoje posselenije), zu der außerdem das Dorf Baigundino (9 km südlich) sowie die fünf Weiler (chutor) Brigadirowka (2 km südöstlich), Fadin (13 km südlich), Konduktorowski (9 km südlich), Sabljorski (10 km nördlich) und Tschapajewski (15 km nordwestlich) gehören.

## Geschichte
Der Ort wurde 1848 von Umsiedlern aus dem gleichnamigen Dorf Pereljub im Ujesd Sosniza des Gouvernements Tschernigow (heute im Rajon Korjukiwka der Oblast Tschernihiw in der Ukraine) gegründet und nach diesem benannt. Das neue Dorf gehörte zum 1835 gebildeten Ujesd Nikolajewsk (heute Pugatschow) des Gouvernements Saratow, der 1851 an das neugegründete Gouvernement Samara abgegeben wurde. Innerhalb des Ujesds gehörte Pereljub ab 1861 zur Smolenskaja wolost mit Sitz im etwa 25 km nordwestlich gelegenen Dorf Smolenka. Nach 1912, spätestens Anfang der 1920er-Jahre wurde Pereljub selbst Sitz einer Wolost.
Nach der Umbenennung des Verwaltungssitzes hieß auch der Ujesd ab 1918 Pugatschowski.  Am 23. Juli 1928 kam Pereljub zum neu gebildeten Smolenski rajon mit Sitz wiederum in Smolenka (zunächst bis 1930 als Teil des aus dem Ujesd gebildeten Pugatschowski okrug) der Region Untere Wolga (Nischne-Wolschski krai). Anfang der 1930er-Jahre wurde der Rajonverwaltungssitz nach Pereljub verlegt und der Rajon entsprechend umbenannt; ab 1934 war er Bestandteil der Region Saratow und schließlich ab 1936 der Oblast Saratow.

### Bevölkerungsentwicklung
| Jahr | Einwohner |
| ---- | --------- |
| 1859 | 0981      |
| 1897 | 3579      |
| 1939 | 2446      |
| 1959 | 2413      |
| 1970 | 4334      |
| 1979 | 4660      |
| 1989 | 5161      |
| 2002 | 5591      |
| 2010 | 4774      |

Anmerkung: ab 1897 Volkszählungsdaten

## Verkehr
Pereljub ist Endpunkt der Regionalstraße 63K-00014, die aus westlicher Richtung von Pugatschow kommt, wo sie von der Regionalstraße Samara – Engels – Wolgograd abzweigt (ehemals R226, heute auf dem Territorium der Oblast 36R-00002). In das südlich benachbarte Rajonzentrum Osinki an der Europastraße 38 unweit der Grenze zu Kasachstan führt die teils im Bau befindliche Regionalstraße 63K-00013.
Über die 63K-00014 ist die etwa 30 km in nordwestlicher Richtung entfernte nächstgelegene Bahnstation Nowopereljubskaja bei der Siedlung Nowy Pereljub („Neu-Pereljub“) erreichbar, an der auf dem Abschnitt ab Pugatschow in den 1980er-Jahren fertiggestellten Strecke Sennaja – Balakowo – Pugatschow – Krasnogwardejez (bei Busuluk). Per Straße etwa gleich weit ist es zur nördlich von Pereljub bereits in der Oblast Samara an derselben Strecke gelegenen Station Nowy Kamelik, allerdings über schlecht ausgebaute Lokalstraßen (bis zur Oblastgrenze 63K-00578, 63k-00581); über diese Verbindung besteht hinter Nowy Kamelik Anschluss in Richtung der Rajonzentren Bolschaja Gluschiza und Bolschaja Tschernigowka, beide an der föderalen Fernstraße A300 (Teil der Europastraße 121) von Samara zur kasachischen Grenze in Richtung Oral.